# Robert Widén

Robert Widén är en artist knuten till skivbolaget Heartwork Records. Han gav ut eget material som soloartist och singel "No Religion" var den första skivan Heartwork Records släppte på sin etikett.

## Diskografi
- 1978 – "No Religion (no replay)" (singel)

- 1980 – "Maria" (Album)

- 1980 – "Punk är trevligt – Jazz är farligt" (samlingsplatta/Kampsång)